# GOS Rocket
gOS Rocket este o distribuție Linux creată de "Good OS LLC", o firmă din Los Angeles, California, SUA. Compania recomandă software-ul ca fiind "un sistem de operare alternativ, cu Google Apps și aplicații Web 2.0 pentru utilizatorul modern."
La 7 ianuarie 2008, la târgul Consumer Electronics Show a fost lansată versiunea 2.0 a gOS, numită "gOS Rocket"..

## Design
gOS Rocket se bazează pe Ubuntu 7.10.

## Produsul software
Introdus pe piață la 1 noiembrie 2007 ca sistem de operare preinstalat pe calculatorele Everex Green gPC TC2502 vândute la Wal-Mart. gOS Rocket suportă facilitățile avansate de management al curentului pentru gPC TC2502. Dacă nu este folosit, sistemul intră într-un "suspend mode"; revenirea la starea de funcționare durează doar  câteva secunde.